# AZUKI七
AZUKI七（1974年7月29日—）是日本的作詞家、鍵盤手、詩人。女性。血型是AB型。1998年至2013年間，以GARNET CROW成員身份為主。
AZUKI七是她的藝名，原名菅谷。至於匿稱，就是AZUKI的漢字寫法“小豆”。為GIZA studio公司旗下的眾多歌手提供詞作品。從1999年開始加入GARNET CROW，任樂隊鍵盤手，並擔任全作詞。最初是由於要為新節目的試作課題作詞，以此為契機開始了作為作詞家的活動。

## 個人情報
她從4、5歲起直到18、19歲一直在進行鋼琴的練習。到大學時因課題的契機而成為作詞人的活動開始，作品發表沒有時期的持續著。而以AZUKI七的名字第一次出現，是在1999年2月14日發售的大黒摩季单曲「太陽の国へ行こうよ すぐに〜空飛ぶ夢に乗って〜」時。曾為WANDS、Field of View和同為GARNET CROW成員的岡本仁志提供作品，她還發表了個人詩集《80,0》，收錄了80首詩和一些攝影作品。在2003年作為伴奏嘉賓單獨參加了WAG的LIVE。
當自己的身體處於“入睡前狀態”時，AZUKI七開始了她的詞創作。從詞作的傾向說，眾多諸如無常觀、寂寥感、死亡主體的抽象專用語被廣泛地使用，由此構成了一種流轉自如的獨特境界。AZUKI七在一次採訪中說過，她填詞時會故意加入和‘生死’有關的內容來滿足自己。正如她經常戴象徵十字架的飾物，難怪隨意舉出這些專用語中的一個例子，都能發現是引用自基督教、佛教、以及其他眾多宗教或神話。代表性的單詞有比如猶太教、基督教中的“耶穌”、舊約聖經的民數記35章中的“逃城”、佛教概念中的“輪回”、“三途川”等等。除此之外，諸如“諾瓦利斯之門”、“to be or not to be”（哈姆雷特……）這種受到文學作品影響的部分在她的歌詞中也很多見。AZUKI七曾說“給別人作詞就好比出門前整理衣服、梳洗打扮，但給GARNET CROW 寫詞就像在自己家裡，想做什麼就做什麼，非常自在”。
在GARNET CROW方面，和成員中村由利（主唱）的交情很好，還替中村取了綽號「ゆりっぺ」。
她個人受《飄》的女主角郝思嘉影響很深。喜歡的音樂家有Peter Gabriel、Iggy Pop、JohnZorn、The Cure、Jesus Jones和Kula Shaker。
在興趣方面，AZUKI七每星期都要閱讀3－4本書。除此之外，她還有著滑雪、潛水、電視遊戲、cosplay、陶藝、黏土（能夠表現出自身風格的東西）、釣魚、做意大利菜、登山、射箭等等廣泛的興趣。此外，在訪談裡會旁若無人地使用關西腔說話。除此之外，AZUKI七在攝影方面也有著很深的造詣，她的作品廣泛收錄於GARNET CROW的CD內封和各種書籍之中，被更多的人們所欣賞著。喜歡吃的東西是蔬果類食物，討厭牛奶類食物。
節目「芸恋リアル」全國調查結果公開（2007年6月），有關一般人的評價中，18歲至29歲的1萬人女性裡，AZUKI七在「憧憬的女性完全名次」中排行第202名，18歲至30歲的1萬名男性裡，「想做情人的女性完全名次」中排行第303名。落這2個名次的評價，與歌手相川七瀨相同。

## 提供歌词
- 岡本仁志 「First fine day」「joyride」「Res-no」「Sweet×2 Summer Rain」「Happy Trash」「手遅れな再会」「Stray Beast」「翼」「LOST CHILD」「Autumn Sky」「静寂の間に」「It's only one」「sphere」
- 岩田さゆり「空色の猫」
- 上原あずみ「青い青いこの地球に」（共作）「Special Holynight」（共作）
- 大黒摩季「太陽の国へ行こうよ すぐに〜空飛ぶ夢に乗って〜」（共作）
- 岸本早未「迷Q!?-迷宮-MAKE★YOU-」「OPEN YOUR HEART」「愛する君が傍にいれば」「会いたくて」「カマワナイデ」「同じ世界で」「SODA POP」「reigning star」「Yes or No?」「みえないストーリー」「It's so easy...」「風に向かい歩くように」「素敵な夢見ようね」「Dessert Days」「NEVER CHANGE」「NON-FICTION・GAME」
- Soul Crusaders 「SAFETY LOVE」「感傷」「Free my mind」「Lonesome Tonight 〜君だけ見つめてる〜」「Resolution」「DO YOU FEEL LIKE I LIKE?」「Holiday」
- 高岡亜衣「To Beat The Blues」「Summer flooding」「Never to Return」「夏のある日に」
- 竹井詩織里「静かなるメロディー」「close line」「君に恋してる」「夕凪」「桜色」「きっともう恋にはならない」「Like a little Love」
- DEEN
- FIELD OF VIEW「CRASH」
- WAG「Free Magic」（共作）
- WANDS
- （此曲由桃色幸運草第二首單曲所收錄）